# Tony Dunne
Tony Dunne   (Dublín, 24 de juliol de 1941 - 8 de juny de 2020) fou un futbolista irlandès de la dècada de 1960.
Fou 33 cops internacional amb la selecció de la República d'Irlanda. Pel que fa a clubs, defensà els colors de Shelbourne, Manchester United FC i Bolton Wanderers FC.

## Palmarès
Shelbourne
- FAI Cup (1): 1960

Manchester United
- Football League First Division (2): 1964-65, 1966-67
- FA Cup (1): 1963
- Copa d'Europa de futbol (1): 1968

Bolton
- Football League Second Division (1): 1977-78